# Mr. Belvedere
Mr. Belvedere ist eine US-amerikanische Sitcom, die von 1985 bis 1990 vom Sender ABC produziert wurde. Die Figuren basieren auf dem 1947 erschienenen Roman Belvedere von Gwen Davenport.

## Inhalt
Der lebenserfahrene Brite Mr. Lynn Belvedere wird nach einer Karriere als Butler zahlreicher Staatsmänner (wie z. B. Winston Churchill) als Faktotum im Haushalt der Familie Owens aus Beaver Falls, Pennsylvania angestellt.
Die Eltern – George Owens, der als Sportmoderator tätig ist, und seine Frau Marsha – sind beruflich stark eingebunden und suchten gleichermaßen einen Haushälter wie auch Ansprechpartner für ihre Kinder Heather, Wesley und Kevin.
Rasch wird der humorvolle und oft zynische Mr. Belvedere in das Familienleben integriert und zum geschätzten Ratgeber in allen Lebenslagen. Am Ende jeder Folge hält er das Tagesgeschehen und seine Gedanken in einem Tagebuch fest.

## Humor
Die Serie lebt von den zynischen Zwischenbemerkungen Mr. Belvederes, die jedoch niemals verletzend sind.

### Running-Gags
- Heathers beste Freundin Angela Chatsikovich gelingt es nie, sich Mr. Belvederes Nachnamen zu merken, stattdessen nennt sie ihn z. B. „Mr. Bellpepper“ oder „Mr. Velveeta“.
- Mr. Belvedere amüsiert sich regelmäßig über Wesleys besten Freund Miles Knobnoster, da dieser eine auffällige feste Zahnspange trägt.

## Vorlage
Gwen Davenport schuf den Charakter Mr. Belvedere in ihrem 1947 erschienenen Roman Belvedere.
Die erste Verfilmung war der Schwarzweißfilm Belvedere, das verkannte Genie (Sitting Pretty) aus dem Jahr 1948. Walter Lang führte dabei die Regie für 20th Century Fox. Mr. Belvedere wurde dargestellt von Clifton Webb, der für die Interpretation dieser Rolle eine Oscar-Nominierung erhielt. Wegen des Erfolges spielte Webb diese Rolle anschließend in zwei weiteren Filmen, Mr. Belvedere kann alles besser (Mr. Belvedere Goes to College) (1949) und Mr. Belvederes zweite Jugend (Mr. Belvedere Rings the Bell) (1951).

## Besetzung

### Hauptfiguren
| Rolle              | Schauspieler       |
| ------------------ | ------------------ |
| Mr. Lynn Belvedere | Christopher Hewett |
| George Owens       | Bob Uecker         |
| Marsha Owens       | Ilene Graff        |
| Heather Owens      | Tracey Welles      |
| Kevin Owens        | Rob Stone          |
| Wesley T. Owens    | Brice Beckham      |

### Nebenfiguren
| Rolle                | Schauspieler     |
| -------------------- | ---------------- |
| Angela Chatstikovich | Michele Matheson |
| Miles Knobnoster     | Casey Ellison    |
| Mrs. Chechinni       | Eve Smith        |
| Louise Gilbert       | Rosemary Forsyth |

## Gastauftritte
- Anne Ramsey als Tanya
- Carlos Lacamara
- Doris Roberts als Richterin Westphall
- Gail Rae Carlson
- Jaleel White
- Matthew Perry
- Noah Blake
- Richard Kind
- Tony Danza als er selbst
- Walter Olkewicz als Alan

## Auszeichnungen
- Emmy: 1985, Kategorie: Outstanding Lighting Direction (Electronic) for a Series
- Young Artists Award: 1986, Kategorie: Best Young Actress – Starring in a Television Comedy Series (Tracy Wells)